# Убийство Салеха аль-Арури
Убийство Салеха аль-Арури произошло 2 января 2024 года. Салех аль-Арури, заместитель лидера палестинской исламистской вооружённой организации ХАМАС (признанной террористической Израилем, Канадой, США, Японией, Европейским Союзом и Организацией американских государств), погиб в результате взрыва в Бейруте (Ливан); вместе с ним погибли ещё шесть членов ХАМАС, в том числе двое командиров его боевого крыла.
Салех аль-Арури был одним из командиров-основателей военного крыла ХАМАС (Бригады «Изз ад-Дин аль-Кассам»), заместителем руководителя политбюро ХАМАС и одним из стратегов вторжения в Израиль 7 октября 2023 года. Он также отвечал за расширение деятельности ХАМАС на Западном Берегу реки Иордан, включая нападения на израильтян. Широко распространено мнение, что авиаудар, приведший к гибели аль-Арури, был осуществлён Израилем. Однако Израиль не подтвердил и не опроверг свою причастность к этому инциденту.
Событие произошло за день до отмечания «Хезболлой» 4-й годовщины убийства высокопоставленного иранского командира Касема Сулеймани.

## Предшествующие события
До 2015 года Арури проживал в Турции. В декабре 2015 года сообщалось, что он переехал в Ливан. В 2015 году США объявили о награде размером до 5 миллионов долларов за информацию о Салехе аль-Арури, причислив его к глобальным террористам особого значения.
8 октября 2023 года, на следующий день после вторжения ХАМАС в Израиль и начала войны в Газе, ливанская исламистская вооружённая группировка «Хезболла» заявила о поддержке  нападения ХАМАС на Израиль, а также обстреляла управляемыми ракетами и артиллерийскими снарядами израильские позиции на фермах Шебаа. В ответ Израиль нанес удары беспилотниками и артиллерийским огнем по позициям «Хезболлы» вблизи границы Ливана с Голанскими высотами.

## Атака

### Ход событий
На кадрах с камер видеонаблюдения, опубликованных каналом MTV в Ливане, видно, что взрыв произошёл около 5:41. Судя по звуку на кадрах, авиаудар произошёл после полудня по местному времени. В первых сообщениях говорилось, что были убиты четыре члена ХАМАС, но вскоре их число возросло до семи. Связанное с ХАМАСом Аль-Акса ТВ объявило, что вместе с аль-Арури были убиты руководители операций ХАМАС в Ливане Самир Фенди и Аззам аль-Акрав. Позже Исмаил Хания также объявил о гибели членов ХАМАСа Махмуда Заки Шахина, Мохаммада Башаши, Мохаммада ар-Райеса и Мохаммада Хамуда.

### Роль Израиля
Два высокопоставленных чиновника США заявили, что ответственность за удар несёт Израиль. Старший советник премьер-министра Израиля Марк Регев заявил в интервью американскому телеканалу MSNBC: «Кто бы это ни сделал, должно быть ясно, что это не было нападением на ливанское государство. Кто бы это ни сделал, нанес хирургический удар по руководству ХАМАС».

### Убитые
Список убитых, по данным ХАМАС:
| Имя                | Роль                                     | Ссылка |
| ------------------ | ---------------------------------------- | ------ |
| Салех аль-Арури    | Заместитель председателя Политбюро ХАМАС | [ 23 ] |
| Самир Фенди        | командиры бригад «Изз ад-Дин аль-Кассам» | [ 24 ] |
| Аззам Аль-Акра     | командиры бригад «Изз ад-Дин аль-Кассам» | [ 21 ] |
| Мухаммад Аль-Райес | Рядовые члены ХАМАС                      | [ 25 ] |
| Мухаммад Башаша    | Рядовые члены ХАМАС                      | [ 22 ] |
| Ахмед Хамуд        | Рядовые члены ХАМАС                      | [ 22 ] |
| Махмуд Заки Шахин  | Рядовые члены ХАМАС                      | [ 22 ] |

## Последствия

### Последствия для ХАМАС
Салех аль-Арури был самым высокопоставленным лидером ХАМАС, убитым с начала войны в Газе. Израильская газета Гаарец отметила, что «ХАМАС-Западный берег и ХАМАС-Ливан теперь, без аль-Арури, остались без верховного главнокомандующего для управления стратегической кампанией, но это не значит, что они не могут проводить атаки тактического уровня».

### Последствия для Ливана и «Хезболлы»
Генсек «Хезболлы» Хасан Насралла заявил, что не боится полномасштабной войны с Израилем. Он назвал атаку «крупным и опасным преступлением», которое «не останется без ответа». Позднее «Хезболла» заявила, что совершила девять атак на израильские позиции. В тот же день в результате израильского авиаудара по Накуре были убиты местный командир «Хезболлы» Хусейн Язбек и трое его телохранителей, а также ранены девять других боевиков «Хезболлы».

### Демонстрации протеста
Сразу после констатации смерти аль-Арури в ливанских лагерях палестинских беженцев (включая лагерь беженцев Беддави в Триполи), а также в палестинской Рамалле прошли демонстрации протеста.